# Giovanni l'Elemosiniere
Giovanni detto l'Elemosiniere (Amatunte, 556 – Amatunte, 619) è stato patriarca di Alessandria d'Egitto dal 609 al 619, venerato dalla Chiesa cattolica come santo e patrono delle città di Casarano e di Morciano di Leuca.

## Agiografia
Giovanni nacque nell'isola di Cipro da una famiglia ricca e nobile; il padre Epifanio era governatore di Cipro, la madre Monesta era cristiana. Da giovane manifestò propensione per lo studio e per la carità verso i poveri. Si sposò ed ebbe dei figli, ma sia la moglie che i figli morirono presto. Rimasto vedovo e solo, si dedicò interamente ai poveri, tanto che la sua fama si diffuse in tutto l'Oriente.
Quando la chiesa d'Alessandria restò senza pastore, in seguito alla morte del patriarca Teodoro Scribano attorno al 608, i cittadini e il clero della città desiderarono averlo come patriarca; inviarono allora un'ambasceria a Costantinopoli dall'imperatore Foca, per chiedergli di mandare Giovanni l'Elemosiniere ad Alessandria. L'imperatore lo convocò a corte e, nonostante i suoi rifiuti, lo convinse ad andare ad Alessandria.
Resse il Patriarcato di Alessandria dal 609 al 619 con il nome di Giovanni V. Fu dedito alla carità, promuovendo la costruzione di ospizi per i poveri, ospedali, orfanotrofi, chiese e scuole, a Cipro ed in Egitto.
Ad Alessandria combatté le idee eretiche che allora circolavano in Egitto e fece erigere più di settanta chiese e due monasteri, uno femminile, dedicato alla Madonna, ed uno maschile, dedicato a San Giovanni Battista. Condusse una vita austera ed ascetica, ispirandosi ai Padri del deserto.
Secondo la tradizione, aiutò un mercante che aveva perso tutti i suoi beni in un naufragio dandogli per ben due volte delle grosse somme per poter riprendere il suo commercio, ma tutto andava sempre in fumo, finché Giovanni gli raccomandò di non mischiare i soldi avuti in elemosina dalla chiesa, con quelli che lui si era procurato con commerci truffaldini, altrimenti avrebbe sempre perso tutto. Gli fece dare una nave carica di grano, il mercante salpò e fu condotto da un vento favorevole fino in Inghilterra, dove c'era una grande carestia di grano, lì poté vendere bene il grano venendo pagato per metà in argento e per metà con stagno. Miracolosamente durante il viaggio di ritorno tutto lo stagno si tramutò in argento, a conferma che il commercio onesto era benedetto da Dio.
Giovanni aveva un particolare rispetto verso gli schiavi e, quando apprendeva che qualcuno li maltrattava, lo faceva chiamare e gli diceva: «Figlio mio, ricordati che i poveri e gli umili sono gli amici di Dio. Lo schiavo, per il Signore, è un uomo come noi. Per lui come per noi Dio ha creato il cielo, la terra, le stelle, il sole, il mare e tutto ciò che racchiude. Come noi lo schiavo ha il suo angelo custode, infine per lui come per noi Gesù Cristo è morto sulla croce. E quest'uomo, che Dio ha tanto amato e che ha riscattato a prezzo del suo sangue, tu osi trattarlo come si trattano gli animali ? Dimmi, vorresti che Dio ti presentasse un conto pesante per i tuoi peccati ? Senza dubbio, no. Quando preghi la domenica non dici "rimetti a noi i nostri debiti come noi li rimettiamo ai nostri debitori"? Se dunque vuoi che Dio ti perdoni un giorno, perdona ai tuoi schiavi e non li punire così severamente!».
Nel 614 lo Scià di Persia Cosroe II, in guerra con Eraclio, occupò la Palestina e Gerusalemme, saccheggiò la Città Santa trafugando e portando in Persia a Ctesifonte le reliquie della Vera Croce, la Lancia e la Sacra Spugna, danneggiando e dando alle fiamme il Santo Sepolcro e le chiese di Costantino ed Elena. Giovanni si preoccupò di dare aiuti materiali a tutti i rifugiati dalla Terrasanta.
Giovanni ebbe allora anche una visione, che gli mostrava anche Alessandria conquistata dai Persiani, cosa che poi avvenne realmente nel 620.
Nel 619 l'imperatore Eraclio, che stava subendo continue sconfitte dai Persiani, inviò ad Alessandria il cugino Niceta per raccogliere fondi per continuare la guerra. Niceta, conoscendo bene la santità di Giovanni, lo supplicò di accompagnarlo fino a Costantinopoli per dare una benedizione all'imperatore e al suo esercito. Il santo accettò e s'imbarcarono assieme per Costantinopoli ma, sorpresi da una tempesta, si rifugiarono nell'isola di Rodi; là Giovanni, svegliandosi di notte, ebbe la rivelazione della sua prossima morte da un personaggio venerabile, che gli apparve con uno scettro in mano e gli disse: «Vieni, il Re dei re ti chiama.» Il mattino dopo informò Niceta dell'apparizione e questi, comprendendo che la morte del santo era vicina, interruppe il viaggio e lo portò nella sua città natale a Cipro. Sbarcato ad Amatunte, Giovanni scrisse subito il suo testamento spirituale: «Giovanni, umilissimo servo dei servi di Gesù Cristo e per la dignità del sacerdozio che mi è stata concessa, libero per grazia di Dio. Vi rendo grazie, o mio Signore, perché mi avete giudicato degno di offrirvi ciò che già vi apparteneva, e perché di tutti i beni del mondo non mi resta che un terzo di scudo, che voglio sia destinato ai poveri, miei fratelli. Quando, per vostra Provvidenza, fui consacrato vescovo di Alessandria, trovai nel mio vescovado circa ottomila scudi e altre oblazioni di persone devote; io ne ho raccolti molti di più, ma poiché essi appartenevano a Gesù Cristo, vostro Figlio, io ho voluto renderglieli, e ora io gli rendo la mia anima.» Poco dopo morì dolcemente.
Si racconta che quella stessa notte ad Alessandria due monaci, uno di nome Sabino ed un altro, videro uscire dalla casa vescovile Giovanni assieme ad una bellissima vergine, avvolta da una luce risplendente; questa lo prendeva per mano e gli poneva sul capo una corona di rami d'olivo e lo accompagnava nella chiesa; entrambi erano seguiti da una folla di poveri, di vedove e di orfani, che portavano in mano rami d'olivo in segno di trionfo.
Giovanni fu sepolto nella cattedrale di Amatunte e fu deposto in una tomba dove già si trovavano i corpi di altri due vescovi; pare che questi, all'arrivo del santo, si siano spostati di lato, come se fossero vivi, per dargli più spazio.
Si racconta anche quest'altro prodigio: "Una donna d'Amatonte, la quale aveva sulla coscienza un peccato così grande, che non osava confessarlo, lo scrisse su una pergamena, che consegnò sigillata al santo patriarca cinque giorni prima che questi morisse, affinché per le sue preghiere il peccato le fosse perdonato; ma, essendo sopravvenuta la morte del santo senza che le fosse stata restituita la pergamena, quella poveretta era ridotta alla disperazione per paura che qualcuno la trovasse, la leggesse e scoprisse il suo peccato. Tuttavia, non perdendo la speranza, andò sulla tomba del santo e pregò e pianse ininterrottamente per tre giorni e tre notti. Alla fine le apparve il santo, accompagnato dagli altri due vescovi vicino ai quali era stato sepolto, e le restituì chiusa e sigillata la pergamena. La donna, aprendola, trovò le sue parole cancellate e al loro posto lo scritto: «Per i meriti del mio servo Giovanni, il tuo peccato è cancellato».

## Scritti
Giovanni l'Elemosiniere scrisse una Vita di san Tychon di Amatunte.

## Culto

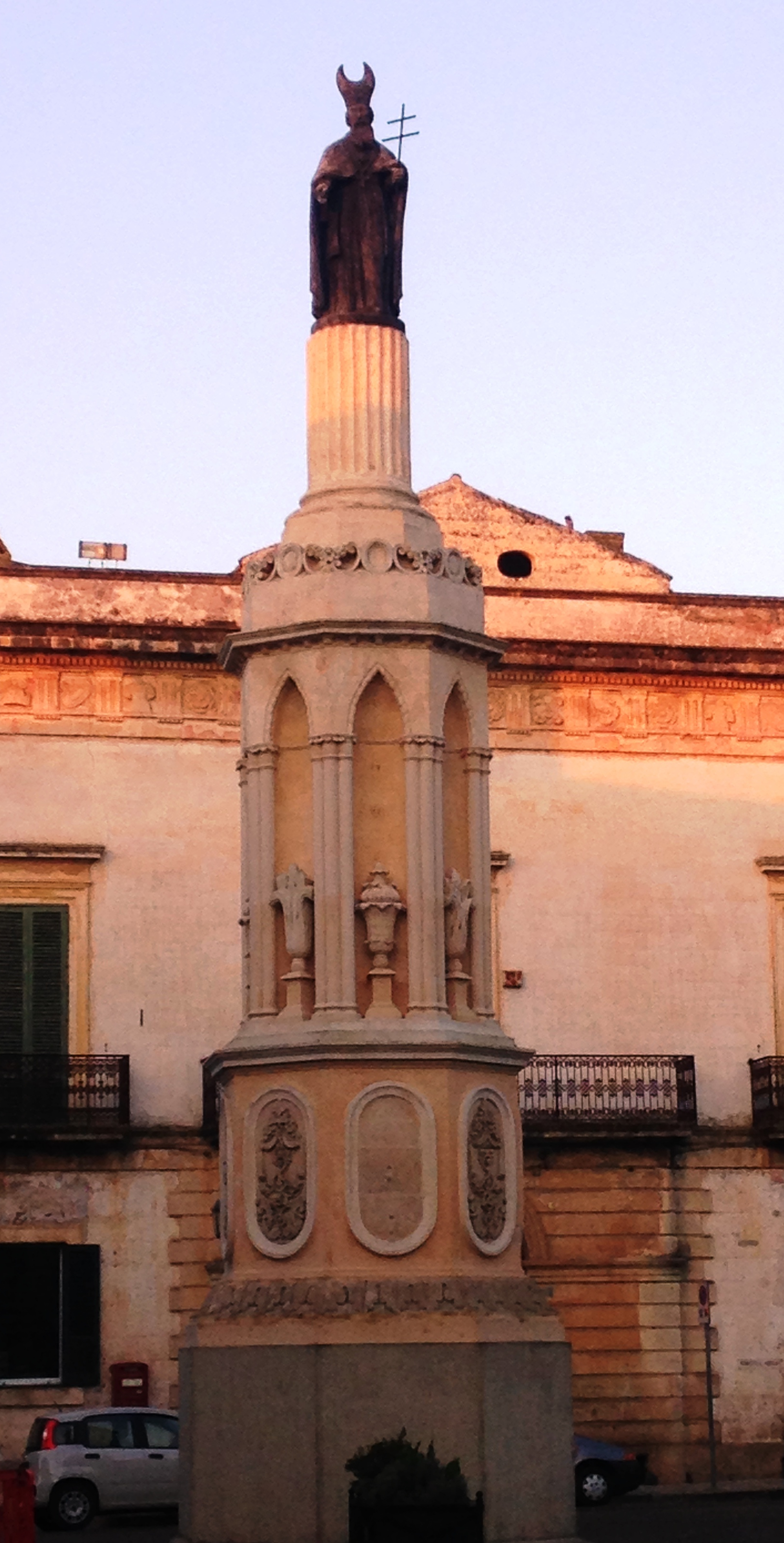
Colonna di San Giovanni l'Elemosiniere, a Casarano.

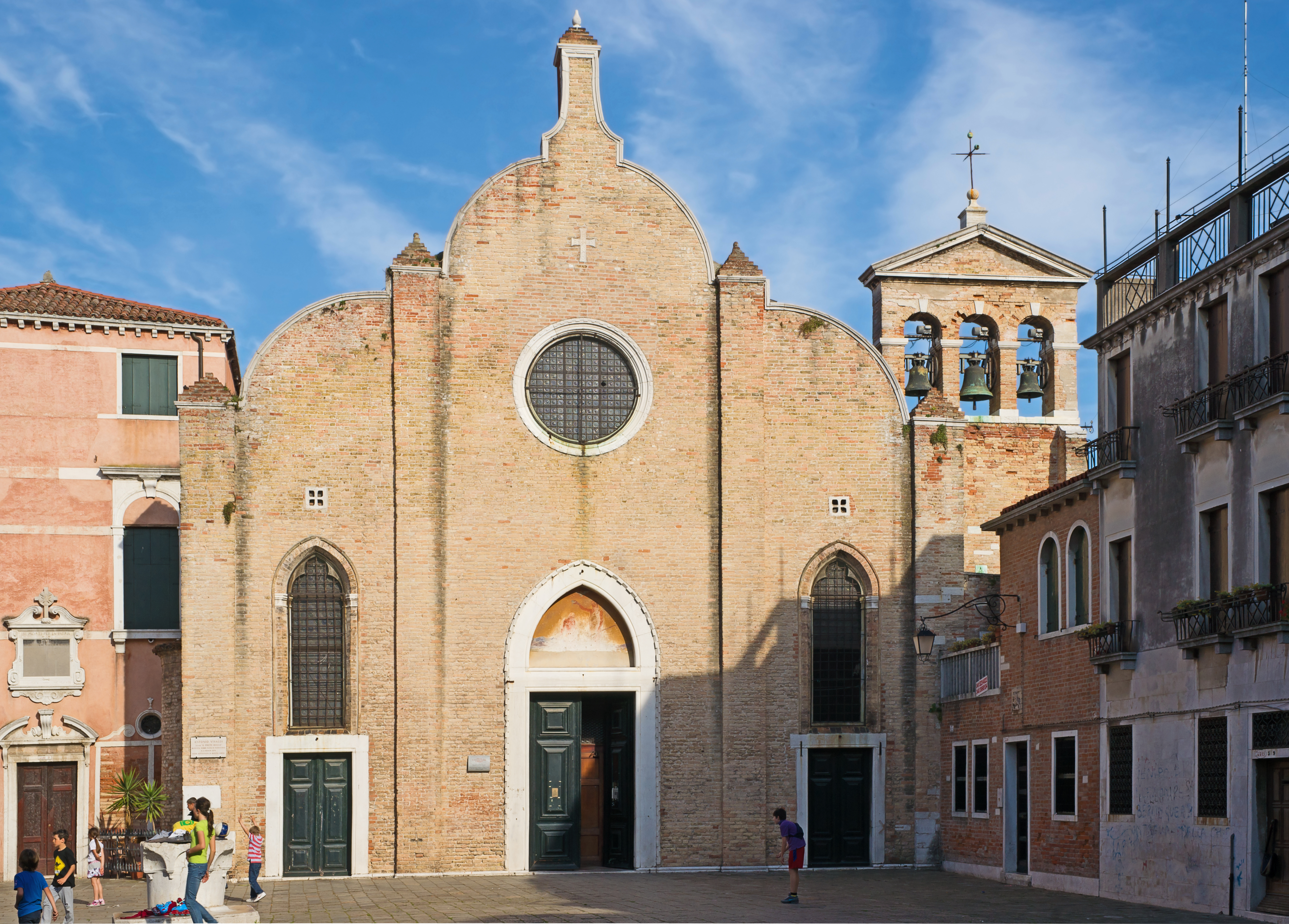
Chiesa di San Giovanni Battista in Bragora a Venezia

Il Martirologio romano fissa la memoria liturgica il 11 novembre.
Giovanni è oggetto di un fervido culto degli abitanti di Casarano, nel Salento, fin dal X secolo, quando alcuni monaci basiliani vi portarono delle sue icone per metterle in salvo dall'iconoclastia bizantina. Fu invocato in occasione di grandi calamità, come gli incendi, le tempeste e le alluvioni. A lui si attribuisce la salvezza della città minacciata da piogge torrenziali il 31 maggio 1842.
Il corpo di san Giovanni, sepolto inizialmente nella chiesa di san Tychon ad Amatunte, fu poi trasferito a Costantinopoli, da dove i veneziani nel 1249 lo traslarono a Venezia nella chiesa di San Giovanni Battista in Bragora. Dal 19 gennaio al 2 giugno 1974, per concessione dell'allora Patriarca di Venezia cardinale Albino Luciani, il corpo fu ospitato nella città di Casarano in occasione del gemellaggio avvenuto con Venezia. Nel maggio del 2019, per speciale concessione del Patriarca di Venezia, Mons. Francesco Moraglia, le spoglie del Santo sono nuovamente ritornate a Casarano dove hanno ricevuto solenni e devote attestazioni di fede da parte di numerosissimi fedeli.
Un'altra tradizione sostiene che il sultano Bayezid II attorno al 1459 ne fece dono al re d'Ungheria Mattia Hunyade, che lo custodì nella Cappella Reale del Castello di Buda. Nel 1530 fu trasferito a Tall, vicino Presburgo, poi nel 1632 nella cappella a lui dedicata nella cattedrale di San Martino a Bratislava dove si troverebbe tuttora.
Le notizie più antiche su di lui ci sono state tramandate in una Vita scritta da san Leonzio, vescovo di Neapolis (Cipro), che durante il secondo concilio di Nicea fu considerata veritiera e degna di essere letta e diffusa fra i cristiani.